# IBeacon
iBeacon es un protocolo desarrollado por Apple para sistema de posicionamiento en interiores (IPS indoor positioning system). Según Apple, iBeacon representa "una nueva clase de transmisores de bajo consumo y bajo coste que pueden notificar a dispositivos iOS7 de su presencia por proximidad." También pueden ser empleados por el sistema operativo Android. Esta tecnología permite a los dispositivos iOS u otros hardwares enviar notificaciones push a los dispositivos iOS próximos.
iBeacon se basa en Bluetooth de baja energía (BLE), también conocido como Bluetooth Smart. Bluetooth LE se puede encontrar en dispositivos Bluetooth 4.0 que soporten modo dual. En un escenario de la vida real sería más un sensor inalámbrico de posición/contexto, que puede determinar con precisión su posición en una tienda: los iBeacons podrían enviar notificaciones de elementos alrededor del sensor que están en venta y que se podrían estar buscando, y podría permitir pagos en el punto de venta (POS) donde no se necesita sacar un monedero o tarjeta para efectuar el pago. De alguna forma podría ser un competidor de la tecnología NFC, ya que emplea Bluetooth low energy Proximity sensing para transmitir un identificador único universal recogido por una aplicación compatible o sistema operativo y que puede ser convertido en una localización física o generar una acción en el dispositivo como por ejemplo un check-in en una red social.
Las balizas o beacons pueden ser implementadas en diferentes formatos, incluidos dispositivos alimentados por pilas de botón, USB sticks y versiones de software.
El 12 de diciembre de 2013, la oficina de patentes de USA publicó una patente de fecha 12 de junio de 2013 de Apple para un sistema de pedidos y reservas para restaurantes basado en iBeacons. La aplicación cubre un único sistema en donde el usuario de un dispositivo iOS puede recibir no solo las opciones de restaurantes cercanos sino los tiempos de espera estimados en tiempo real y un sistema de pedidos en remoto y dentro del local que permite a los clientes y al personal hacer pedidos y modificaciones de los mismos. Una opción de pago permite prepago y postpago.

## Últimos desarrollos
A mediados de 2013 Apple introdujo iBeacons y los expertos escribieron sobre cómo está diseñado para ayudar a la industria de retail simplificando los pagos y permitiendo el uso de ofertas en sitio. A partir del lanzamiento de iOS7, los minoristas y otras pequeñas y medianas empresas pueden utilizar esta tecnología basada en Bluetooth 4.0. El 6 de diciembre de 2013, se informó que Apple había implementado iBeacons en los 254 puntos de venta de los Estados Unidos.
El 6 de enero de 2014, la empresa de desarrollo basada en Los Ángeles inMarket lanzó el primer despliegue multi tienda de iBeacons, con más de 150 tiendas de comestibles en Seattle, San Francisco y Cleveland.
El 24 de febrero de 2014, la empresa de desarrollo de Barcelona InnoQuant Archivado el 17 de octubre de 2013 en Wayback Machine. lanzó la plataforma MOCA , la primera plataforma Big Data de iBeacons que permite el despliegue de experiencias de proximidad desde la nube.

## Dispositivos compatibles
- Dispositivos iOS con Bluetooth 4.0 (iPhone 4S y posteriores, iPad (3.ª generación) y posteriores, iPad Mini y posteriores, iPod Touch (5a generación)).
- Dispositivos Android con Bluetooth 4.0 y Android 4.3 y posteriores (Samsung Galaxy S3/S4/S4 Mini,Samsung Galaxy S5, Samsung Galaxy Note 2/3, HTC One, Google/LG Nexus 7 (2013 version)/Nexus 4/Nexus 5,[15] HTC Butterfly (aka Droid DNA).[16]
- Ordenadores Macintosh con OS X Mavericks (10.9) y Bluetooth 4.0 usando la aplicación MacBeacon de Radius Networks.[17]

## Tecnologías comparables
A pesar de que el entorno de NFC es muy diferente tiene muchas aplicaciones no solapables, todavía se compara con iBeacons. 
- El alcance de NFC es de hasta 20cm (7.87 pulgadas) pero el alcance óptimo es menor de 4cm (1.57 pulgadas). Los iBeacons tienen un rango significativamente mayor.
- No todos los teléfonos llevan chips NFC. (solo algunos de los últimos modelos de dispositivos iOS lo integran, si bien no se soportan aplicativos de terceros), pero la mayoría de los teléfonos tiene capacidad Bluetooth (la mayoría de los más modernos con la versión 4.0).
- Los chips pasivos con NFC no consumen energía (no requieren batería), mientras que los chips BLE siempre requieren alimentación, aunque el consumo sea mínimo.[18]
- Seeketing  es una tecnología de localización basada en la escucha de radiofrecuencia (es decir funciona en sentido contrario al ibeacon), pero que sustituye a muchas aplicaciones de los ibeacons, evitando la necesidad de que el usuario instale una aplicación móvil, ni active bluetooth (lo que en la práctica limita tremendamente la cantidad de personas que utilizan este sistema), y que puede detectar el teléfono inteligente en las zonas alrededor de los nodos Seeketing y puede lanzar mensajes al móvil (no solo notificaciones push, sino mensajes SMS, whatsapp, correo electrónico, etc..).